# Dołżany (rejon miński)
Dołżany (biał. Даўжаны, ros. Должаны) – wieś na Białorusi, w obwodzie mińskim, w rejonie mińskim, w sielsowiecie Pietryszki.
W latach 1921–1939 Dołżany były sowiecką miejscowością nadgraniczną bezpośrednio sąsiadującą z Polską. Po polskiej stronie granicy znajdowała się wieś Dominowo.